# ボルゴ・ヴェリーノ
ボルゴ・ヴェリーノ（伊: Borgo Velino）は、イタリア共和国ラツィオ州リエーティ県にある、人口約900人の基礎自治体（コムーネ）。

## 地理

### 位置・広がり
リエーティ県のコムーネ。県都リエーティから東へ17kmの距離にある。

#### 隣接コムーネ
隣接するコムーネは以下の通り。
- アントロドーコ
- カステル・サンタンジェロ
- チッタドゥカーレ
- フィアミニャーノ
- ミチリアーノ
- ペトレッラ・サルト

### 気候分類・地震分類
ボルゴ・ヴェリーノにおけるイタリアの気候分類 (it) および度日は、zona E, 2202 GGである。
また、イタリアの地震リスク階級 (it) では、zona 1 (sismicità alta) に分類される。